# Myrcia subcordata
Myrcia subcordata är en myrtenväxtart som beskrevs av Dc.. Myrcia subcordata ingår i släktet Myrcia och familjen myrtenväxter. Inga underarter finns listade i Catalogue of Life.